# Will Patton
William Rankin „Will” Patton (ur. 14 czerwca 1954 w Charleston) – amerykański aktor filmowy, teatralny i telewizyjny, narrator audiobooków.

## Życiorys

### Wczesne lata
Urodził się w Charleston w Karolinie Południowej w rodzinie ewangelickiej (luterańskiej) jako najstarsze z trojga dzieci Jan i Billa Pattonów. Jego ojciec był dramaturgiem i instruktorem aktorstwa / reżyserii, który był luterańskim ministrem i pełnił funkcję kapelana na Uniwersytecie Duke’a. Patton wychował się na farmie, gdzie jego rodzice prowadzili dom dziecka dla niesfornych nastolatków. W 1975 ukończył North Carolina School of the Arts w Winston-Salem, a następnie wyjechał do Nowego Jorku na studia aktorskie w Actors Studio i Open Theatre.

### Kariera
Patton zdobył dwie nagrody Obie dla najlepszego aktora na off-Broadwayu; w 1984 za rolę Eddiego w sztuce Sama Sheparda Chora miłość (Fool for Love) w Douglas Fairbanks Theater i 1989 za występ w spektaklu What Did He See? w nowojorskim Joseph Papp Public Theater/ Susan Stein Shiva Theater. Grał też w londyńskim Royal Court Theatre.
Zadebiutował na małym ekranie w telewizyjnym dramacie historycznym Jamesa Goldstone’a Kent State (1981) z Talią Balsam, Johnem Getz i Lennym von Dohlenem. Po występie w operze mydlanej ABC Ryan’s Hope (1982–1983) jako Ox Knowles, przyjął rolę jako Kentucky Bluebird w operze mydlanej NBC Search for Tomorrow (1984–1985).
W komediodramacie Rozpaczliwie poszukując Susan (Desperately Seeking Susan, 1985) z Rosanną Arquette i Madonną zagrał złego antagonistę. Miał znaczącą rolę w dreszczowcu politycznym Rogera Donaldsona Bez wyjścia (No Way Out, 1987) u boku Kevina Costnera, Gene Hackmana i Sean Young. Coraz częściej otrzymywał ważne role drugoplanowe w dużych filmach. W dreszczowcu Joela Schumachera Klient (The Client, 1994) z Susan Sarandon był złym sierżantem Hardy. Za kreację samozwańczego generała Bethlehema w filmie fantastycznonaukowym Kevina Costnera Wysłannik przyszłości (The Postman, 1997) był nominowany do Nagrody Saturna w kategorii najlepszy aktor drugoplanowy. W serialu TNT Wrogie niebo (Falling Skies, 2011–2015), którego producentem wykonawczym był Steven Spielberg, wystąpił jako pułkownik Weaver.

## Filmografia
- Kent State (1981) jako Peter
- Silkwood (1983) jako Joe
- Variety (1983) jako Mark
- The Equalizer (1985–1989) jako oficer Nick Braxton (gościnnie)
- Nasza paczka (The Beniker Gang, 1985) jako Forest Ranger
- Rozpaczliwie poszukując Susan (Desperately Seeking Susan, 1985) jako Wayne Nolan
- Chinese Boxes (1986) jako Lang Marsh
- Belizaire the Cajun (1986) jako Matthew Perry
- Bez wyjścia (No Way Out, 1987) jako Scott Pritchard
- Anglik w Nowym Jorku (Stars and Bars, 1988) jako Duane
- Wildfire (1988) jako Mike
- Signs of Life (1989) jako ojciec Owena
- Szok dla systemu (A Shock to the System, 1990) jako porucznik Laker
- Wszyscy wygrywają (Everybody Wins, 1990) jako Jerry
- Deadly Desire (1991) jako Giles Menteer
- Ekstaza (The Rapture, 1991) jako Foster
- Zimne niebiosa (Cold Heaven, 1991) jako ojciec Niles
- Dillinger (1991) jako Melvin Purvis
- A Child Lost Forever: The Jerry Sherwood Story (1992) jako Frank Maxwell
- Kolory zbrodni (The Paint Job, 1992) jako Wesley
- In the Soup (1992) jako Skippy
- Lincoln and the War Within (1992)
- Zbrodnia doskonała (In The Deep Woods, 1992) jako Eric Gaines
- Piekielna gorączka (Taking the Heat, 1993) jako Hadley
- Mordercza rozgrywka (Midnight Edition, 1993) jako Jack Travers
- Krwawy Romeo (Romeo Is Bleeding, 1993) jako Martie
- Władcy marionetek (The Puppet Masters, 1994) jako doktor Graves
- Wymuszony kompromis (Judicial Consent, 1994) jako Alan Warwick
- Klient (The Client, 1994) jako sierż. Hardy
- Natural Causes (1994) jako Michael Murphy
- Przy autostradzie (Tollbooth, 1994) jako Dash Pepper
- VR.5 (1995) jako dr Frank Morgan
- Psychopata (Copycat, 1995) jako Nicoletti
- W cieniu przeszłości (The Spitfire Grill, 1996) jako Nahum Goddard
- Plain Pleasures (1996)
- Ścigani (Fled, 1996) jako Matthew Gibson
- This World, Then the Fireworks (1997) jako por. Morgan
- Wysłannik przyszłości (The Postman, 1997) jako Bethlehem
- Abbottowie prawdziwi (Inventing the Abbotts, 1997) jako Lloyd Abbott
- O.K. Garage (1998) jako Sean
- W dniu mojej śmierci ocknąłem się wcześnie (I Woke Up Early the Day I Died, 1998) jako Kaznodzieja
- Armageddon (1998) jako Charles Chick Chapple
- Syn Jezusa (Jesus' Son, 1999) jako John Smith
- Śniadanie mistrzów (Breakfast of Champions, 1999) jako Moe
- Osaczeni (Entrapment, 1999) jako Hector Cruz
- 60 sekund (Gone in Sixty Seconds, 2000) jako Atley Jackson
- Tytani (Remember the Titans, 2000) jako Bill Yoast
- Trixie (2000) jako W. „Red” Rafferty
- Tajne akcje CIA (The Agency, 2001–2003) jako Jackson Haisley
- Przepowiednia (The Mothman Prophecies, 2002) jako Gordon
- Ostatnia jazda (The Last Ride, 2004) jako Aaron Purnell
- Punisher (The Punisher, 2004) jako Quentin Glass
- Wzór (Numb3rs, 2005) jako detektyw Gary Walker (gościnnie)
- Na zachód (Into the West, 2005) jako James Fletcher
- Wykidajło 2 (Road House 2: Last Call, 2006) jako Nate Tanner
- Dog Days of Summer (2007) jako Eli Cottonmouth
- The List (2007) jako Harriston
- Cena odwagi (A Mighty Heart, 2007) jako Bennett
- Czyściciel (Code Name: The Cleaner, 2007) jako Riley
- Lucky Days (2008) jako J.C.
- The Canyon (2008) jako Henry
- American Violet (2008) jako Sam Conroy
- The Loss of a Teardrop Diamond (2008) jako staruszek Dobyne
- Wendy and Lucy (2008) jako Mechanik
- Princess Ka'iulani (2009) jako Sanford B. Dole
- November Man (2014) jako Perry Weinstein